# 王芬
王 芬（おう ふん）は、中国後漢末期の冀州刺史。霊帝廃位のクーデターを画策したが、事が失敗に終わり、自殺した。

## 生涯
中平5年（188年）、会合の場で方士の襄楷から、「天文は宦官に不利です。黄門・常侍といった高官たちは滅亡するでしょう」と告げられると、「もしそういうことならば、私が（宦官たちを）除き去ろう」と応じ、かくて霊帝廃位・合肥侯（姓名不詳）擁立のクーデターを、南陽の許攸、沛国の周旌らと計画する。王芬はこの時、曹操・華歆・陶丘洪も勧誘したが、曹操からは拒絶される。陶丘洪は参加するところだったが、華歆が「王芬は性格が粗略で武勇がない。これは必ず成功しないでしょう」と引き止め、彼らもまた参加しなかった。
王芬はクーデター実行のため、黒山賊討伐を名目に軍の召集を求める。しかしこの時、北方の空に赤い気が立ち込め、太史（天文係）がそれを理由に「北方に陰謀があります。北へ出征するのは宜しくありません」と諫言。霊帝はそれを受け入れ、王芬の上言を却下する。さらに朝廷への召還も受けた王芬は、恐懼して逃走。平原まで至り、自殺した。
『三国志』華歆伝の注に引く『魏書』では、王芬には天下に及ぶ名声があったと称えられている。